# (16213) 2000 CG85
A (16213) 2000 CG85 egy kisbolygó a Naprendszerben. A LINEAR projekt keretében fedezték fel 2000. február 4-én.